# Vetélytársak (bábfilm)
A Vetélytársak 1958-ban bemutatott magyar bábfilm, amely Méliusz Lajos ötlete alapján készült. Az animációs játékfilm rendezője Imre István. A forgatókönyvet Farkas István, Jávorszky Lajos és Imre István írta, a zenéjét Ránki György szerezte. A mozifilm a Pannónia Filmstúdió gyártásában készült, a MOKÉP forgalmazásában jelent meg.

## Alkotók
- Elmondta: Bodor Tibor
- Versek: Weöres Sándor
- Rendezte: Imre István
- Írta: Farkas István, Jávorszky Lajos és Imre István
- Zeneszerző: Ránki György
- Operatőr: Jávorszky László
- Hangmérnök: Bélai István
- Vágó: Czipauer János
- Bábtervező: Foky Ottó
- Díszlettervező: Magyarkúti Béla
- Tervezőasszisztens: Gattyán György
- Technikai munkatársak: Mészáros Sándor, Papp László
- Színes technika: Dobrányi Géza
- Gyártásvezető: Bártfai Miklós

- Közreműködött a Állami Hangversenyzenekar szólistái.
- Készítette a Pannónia Filmstúdió.